# Монтекрето
Монтекрѐто (на италиански: Montecreto, на местен диалект Muntcrêt, Мунтъкрет) е село и община в Северна Италия, провинция Модена, регион Емилия-Романя. Разположено е на 864 m надморска височина. Населението на общината е 994 души (към 2012 г.).